# Sphaerium nucleus
Sphaerium nucleus е вид мида от семейство Сферидови (Sphaeriidae).

## Разпространение
Видът е разпространен широко в Европа, от Испания до Украйна, но изглежда отсъства от Русия. Среща се в Австрия, Великобритания, Ирландия, Чехия, Германия, Киргизстан, Словакия и Украйна.